# Liste de tours en acier
| Nom                                       | Hauteur | Hauteur | Année de construction | Pays        | Site                 | Remarque                                      |
| ----------------------------------------- | ------- | ------- | --------------------- | ----------- | -------------------- | --------------------------------------------- |
| Tour de télévision de Kiev                | 385 m   | 1263 ft | 1973                  | Ukraine     | Kiev                 | Plus haute tour métallique du monde           |
| Tour de télévision de Kharkiv             | 240,7 m | 790 ft  | 1981                  | Ukraine     | Kharkiv              | détruite en 2024                              |
| Tour de radiotélévision de Tachkent       | 374,9 m | 1230 ft | 1985                  | Ouzbékistan | Tachkent             |                                               |
| Pylônes de franchissement du Yangzi Jiang | 346,5 m | 1137 ft | 2003                  | Chine       | Jiangyin             | 2 tours, les pylônes les plus grands du monde |
| Tour du dragon                            | 336 m   | 1102 ft | 2000                  | Chine       | Harbin               |                                               |
| Tour de Tōkyō                             | 332,6 m | 1091 ft | 1958                  | Japon       | Tokyo                |                                               |
| Tour WITI TV                              | 329 m   | 1078 ft | 1962                  | États-Unis  | Shorewood, Wisconsin |                                               |
| Tour WSB TV                               | 327,6 m | 1075 ft | 1957                  | États-Unis  | Atlanta, Géorgie     |                                               |